# Triển lãm Ô tô Quốc tế (Frankfurt)
Triển lãm Ô tô Quốc tế (tiếng Đức Internationale Automobil-Ausstellung - IAA) là hội chợ triển lãm ô tô lớn nhất thế giới. Hội chợ này lần đầu tiên đã được tổ chức vào năm 1897 tại Berlin. Dưới đà phát triển mạnh mẽ trong giới ô tô vào những năm cuối thế kỷ 19 và đầu thế kỷ 20, các nhà sản xuất ô tô đã thấy được tầm quan trọng của sự quảng bá và giới thiệu những sản phẩm và kỹ thuật mới của mình.
Cho đến năm 1911, IAA đã được tổ chức hằng năm và chủ yếu tại Berlin. Trong và vài năm sau Thế chiến thứ nhất (1914–1918), các nhà sản xuất ô tô của Đức bị loại khỏi Hiệp hội các nhà sản xuất Ô tô thế giới và đó cũng là nguyên nhân Đức không được phép đăng cai IAA cho đến 1921. Từ năm 1951, IAA cũng được tổ chức tại Frankfurt am Main và từ đó, hội chợ triển lãm cho xe hơi cá nhân (Pkw) tại Frankfurt am Main được tổ chức hai năm một lần.

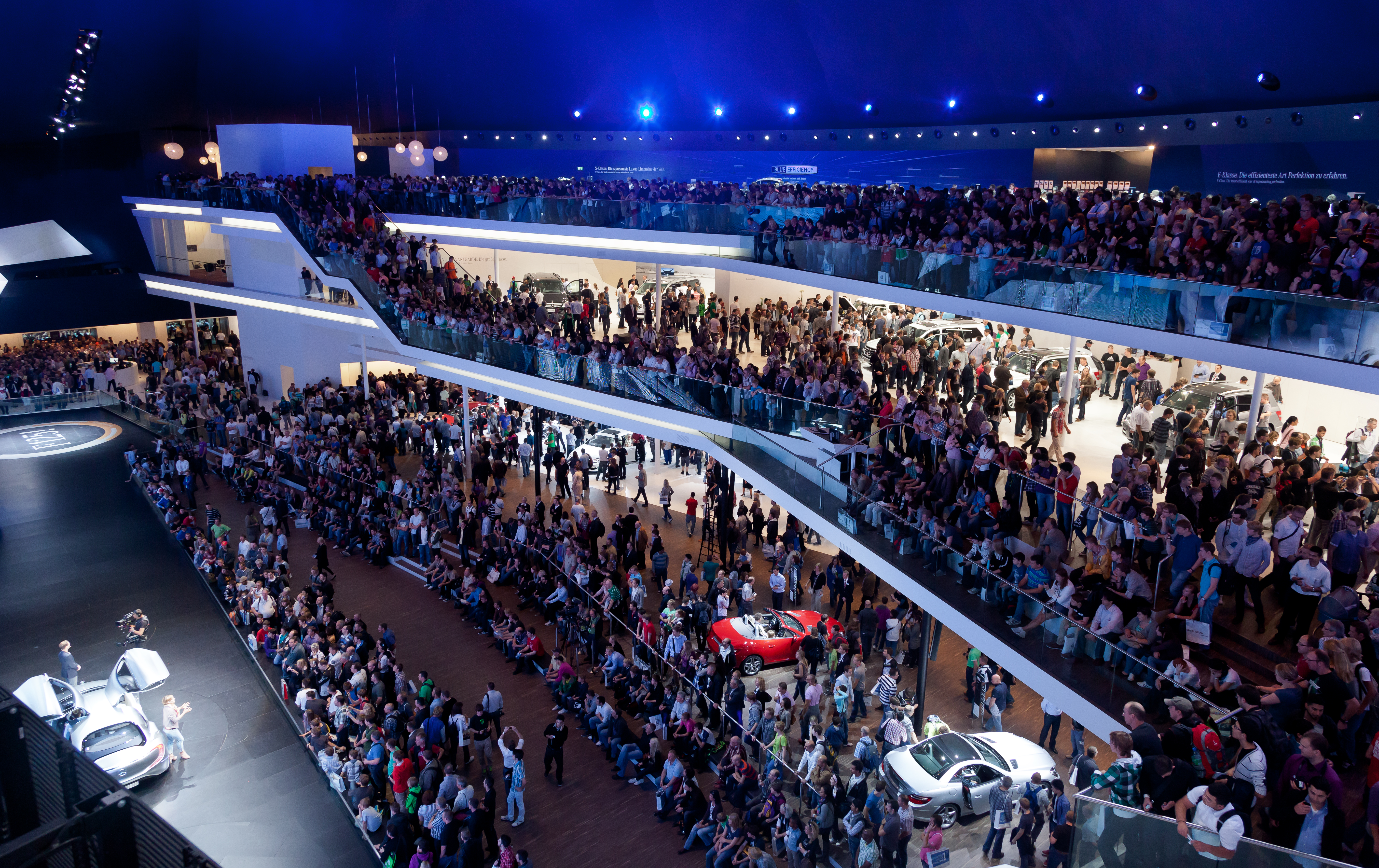
Khu triển lãm của Mercedes-Benz năm 2011